# 3. Sinfonie (Henze)
Die dreisätzige 3. Sinfonie für großes Orchester von Hans Werner Henze entstand in den Jahren 1949 und 1950. Sie ist ein Auftragswerk des Südwestfunks Baden-Baden und wurde anlässlich der Donaueschinger Musiktage am 7. Oktober 1951 vom Südwestfunk-Orchester unter der Leitung von Hans Rosbaud uraufgeführt.   

## Satzbezeichnungen
Satzbezeichnungen
- I. Anrufung Apolls (Allegro molto moderato, Viertel=60, 4/4)
- II. Dithyrambe (Moderato, Viertel=66, 6/4)
- III. Beschwörungstanz (Ohne Bezeichnung, Viertel=114, 3/4+3/8)